# Nancy Drew (série télévisée)
Cet article concerne l’adaptation en série télévisée de 2019. Pour le personnage et la série littéraire, voir Alice Roy.
Nancy Drew, ou Les Enquêtes de Nancy Drew au Québec, est une série télévisée américaine en 62 épisodes de 42 minutes développée par Josh Schwartz, Stephanie Savage et Noga Landau, diffusée entre le 9 octobre 2019 et le 23 août 2023 sur le réseau The CW, et en simultané sur W Network au Canada.
La série est une adaptation de la série littéraire Alice Roy du collectif Caroline Quine. Il s'agit de la troisième adaptation des aventures du personnage en série télévisée.
Au Québec, elle a été diffusée à partir du 6 août 2020 sur le service Club Illico et à la télévision à partir du 25 août 2021 sur addikTV, et en Belgique, à partir du 8 octobre 2020 sur Plug RTL. En France, elle a été diffusée entre le 1er juin 2021 et le 19 janvier 2024 sur le service Salto pour les deux premières saisons puis sur 6play via W9 pour les deux dernières. Elle reste inédite en Suisse.

## Synopsis
Nancy Drew est une détective amatrice qui, depuis son plus jeune âge, s'amuse à résoudre des enquêtes dans sa petite ville, Horseshoe Bay, au grand désarroi du shérif, dont elle fait parfois mieux le travail.
Diplômée de son lycée, Nancy était prête à quitter Horseshoe Bay pour rejoindre les bancs de l'université avant que la mort de sa mère ne fasse tomber ses plans à l'eau. En attendant de pouvoir retenter de s'inscrire à l'université, elle travaille dans un petit restaurant et a fait une croix sur sa passion pour les enquêtes.
Mais un soir, le corps sans vie de la femme de Ryan Hudson, l'un des hommes les plus riches de la ville, est retrouvé sur le parking du restaurant. Nancy se retrouve suspecte aux côtés de ses collègues : George Fan, une ancienne rivale du lycée ; Bess Marvin, une fille riche au passé mystérieux ; Ned Nickerson, avec qui elle entretient une relation secrète et Ace, le fils d'un ancien policier.
Nancy commence alors à retrouver goût pour sa passion et décide d'enquêter sur ce crime. Mais elle va découvrir d'étranges connexions avec la mort de Lucy Sable, une reine de beauté d'Horseshoe Bay qui s'était fait assassiner le soir de son couronnement il y a plusieurs années et dont les habitants de la ville s'amusent à imaginer qu'elle hante la ville.

## Distribution

### Acteurs principaux
- Kennedy McMann (VF : Anne Tilloy) : Nancy Drew
- Leah Lewis (VF : Alice Taurand) : Georgia « George » Fan
- Maddison Jaizani (VF : Leslie Lipkins) : Elizabeth « Bess » Marvin
- Tunji Kasim (VF : Brice Ournac) : Ned « Nick » Nickerson
- Alex Saxon (VF : Rémi Caillebot) : Ace Hardy
- Riley Smith (VF : Damien Ferrette) : Ryan Hudson
- Scott Wolf (VF : Cédric Dumond) : Carson Drew
- Alvina August (VF : Laura Zichy) : détective Karen Hart (saison 1)[note 1]

### Acteurs récurrents
- Ariah Lee (VF : Estelle Darazi) : Ted Fan
- Anthony Natale : Thom
- Katie Findlay (VF : Jessica Monceau) : Lisbeth (saisons 1 et 2)
- Teryl Rothery (VF : Monique Nevers) : Celia Hudson (saisons 1 et 2)
- Martin Donovan (saison 1) / Andrew Airlie (saison 2) (VF : Guillaume Orsat) : Everett Hudson (saisons 1 et 2)
- Judith Maxie (VF : Maïté Monceau) : Diana Marvin (saisons 1 et 2)
- Liza Lapira (VF : Natacha Muller) : Victoria Fan (saison 1 - invitée saison 2)
- Adam Beach (VF : Maurice Decoster) : shérif E.O. McGinnis (saison 1)
- Stephanie Van Dyck (VF : Diane Kristanek) : le fantôme de Lucy Sable (saison 1)
- Sinead Curry (VF : Audrey Sourdive) : Tiffany Hudson (saison 1)
- Sara Canning (VF : Barbara Beretta) : Katherine « Kate » Drew (saison 1)
- Miles Gaston Villanueva : Owen Marvin (saison 1)
- Stevie Lynn Jones (VF : Chloé Renaud) : Laura Tandy (saison 1)
- Kenneth Mitchell (VF : Guillaume Bourboulon) : Joshua Dodd (saison 1)
- Zoriah Wong : Charlie Fan (depuis la saison 2 - invitée saison 1)
- Geraldine Chiu (VF : Anaïs Delva) : Jesse Fan (depuis la saison 2)
- Carmen Moore (VF : Christèle Billault) : Hannah Gruen (saison 2 - invitée saisons 1 et 3)
- Aadila Dosani (VF : Anne-Laure Gruet) : Amanda Bobbsey (saison 2 - invitée saison 3)
- Ryan-James Hatanaka : détective Abe Tamura (saison 2)
- Anja Savcic (VF : Zina Khakhoulia) : Odette Lamar (saison 2)
- Praneet Akilla (VF : Fred Colas) : Gil Bobbsey (saison 2)
- Shannon Kook-Chun : Grant (saison 2)
- Rukiya Bernard (en) : Valentina Samuels (saison 2)
- Bo Martynowska : Temperance Hudson (1er visage) (depuis la saison 3 - invitée saison 2)
- Erica Cerra : Jean Rosario (depuis la saison 3 - invitée saison 2)
- John Harlan Kim : l'agent Park (saison 3)
- Rachel Colwell : Addy Soctomah (depuis la saison 3)
- Olivia Taylor Dudley : Charity Hudson / Temperance Hudson (2e visage) (saison 3)
- Erin Cummings : Détective Lovett (saison 4)
- Henrique Zaga : Tristan Glass (saison 4)
- Sharon Taylor : Shelby Glass (saison 4 - invitée saison 3)
- Thomas Cadrot : Jonas Glass (saison 4 - invité saison 3)
- Richard Keats : Juge Abbott (saison 4)

 Source et légende : version française (VF) sur RS Doublage

## Production

### Développement
Depuis 2015, le studio CBS Television Studios tentait d'adapter la série littéraire Alice Roy en série télévisée. Le studio avait alors tourné un épisode pilote intitulé Drew à destination de la chaîne CBS avec Sarah Shahi dans une version adulte du personnage travaillant pour la police de New York. Mais le résultat ne plaît pas et le projet est abandonné.
L'année suivante, le studio commence à développer un nouveau projet, cette fois-ci à destination de NBC, toujours avec une Nancy adulte mais cette fois-ci en romancière ayant adapté ses propres aventures. La chaîne n'est pas satisfaite et ne commande pas d'épisode pilote.
Le 7 septembre 2018, il est dévoilé que le duo Josh Schwartz et Stephanie Savage développe un nouveau projet basé sur la série littéraire pour la chaîne The CW, qui appartient à moitié au même groupe que CBS Television Studios. Contrairement aux deux précédents projets, ce dernier se rapprochera des livres avec une Nancy plus jeune.
En janvier 2019, The CW annonce officiellement la commande d'un épisode pilote pour la série. Le mois suivant, l'équipe s'élargit avec Melinda Hsu Taylor qui est engagée en tant que show runner et Larry Teng qui réalisera le pilote.
En avril 2019, le président de The CW dévoile lors d’un interview que la série aura une facette surnaturelle. Une première pour la jeune détective car jusqu’à présent, dans l’histoire de la franchise, chaque aventures de Nancy ayant un lien avec le surnaturel se terminait par une explication rationnelle.
Le 7 mai 2019, la chaîne annonce la commande d'une première saison pour la série. Quelques jours plus tard, lors de sa conférence annuelle, il est dévoilé qu'elle sera lancée à l'automne 2019, plus précisément le 9 octobre 2019.
Le 19 juillet 2019, lors d'un panel dédié à la série au Comic-Con, l'équipe dévoile plusieurs informations sur la série dont la raison derrière le changement de nom de la ville de Nancy. En effet, depuis sa création, Nancy vit dans la ville de River Heights mais dans la série, cette dernière devient Horseshoe Bay. L'équipe voulant éviter toute confusion entre la série et une autre série de The CW, Riverdale, il a été décidé de faire déménager Nancy pour la première fois de son histoire. Néanmoins, la rue de Nancy dans la série se nomme River Heights Drive, en référence aux romans.
Fin octobre 2019, après la diffusion du troisième épisode, la chaîne annonce la commande de neuf épisodes supplémentaires, portant la première saison à un total de vingt-deux épisodes, réduit par la suite à dix-huit épisodes en raison de l'interruption du tournage à cause de la pandémie de Covid-19. Deux mois plus tard, la série obtient son renouvellement pour une seconde saison, lancée en 2021, à la suite d'une décision de la chaîne qui souhaitait repousser le lancement de sa saison 2020-21 pour des raisons de sécurité,. Trois semaines après le lancement de cette deuxième salve, la chaîne passe la commande d'une troisième saison.
En mars 2022, la chaîne passe la commande pour une quatrième saison de la série.

### Distributions des rôles

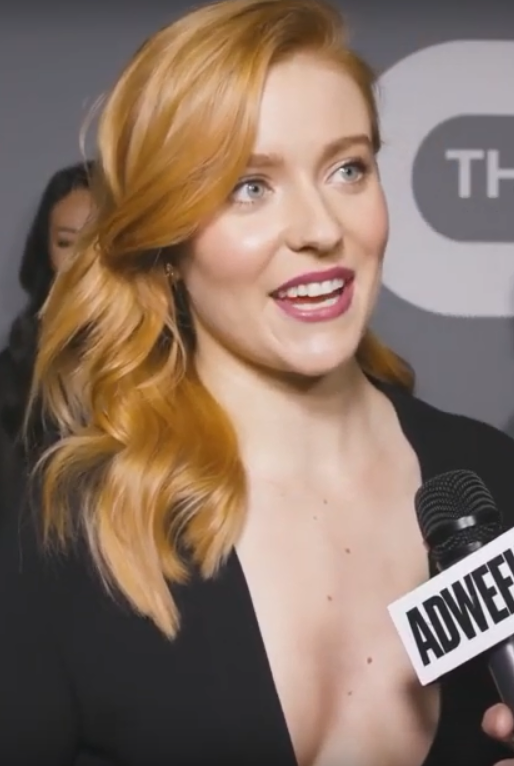
Kennedy McMann interprète Nancy Drew. Il s'agit du premier rôle principal de sa carrière.

Le 14 février 2019, l'actrice Kennedy McMann, qui débute alors sa carrière, rejoint la distribution pour le rôle de Nancy Drew, devenant la septième interprète du personnage. Leah Lewis signe le même jour pour le rôle de George Fayne qui, dans cette adaptation, sera une jeune femme rebelle en conflit avec Nancy.
Quelques jours plus tard, Tunji Kasim rejoint la distribution pour interpréter Ned Nickerson, l'intérêt amoureux de Nancy. Il est ensuite rejoint par Maddison Jaizani et Alex Saxon. L'ancienne actrice de la série Versailles sera Bess Marvin et Saxon interprétera Ace, un personnage créé pour la série.
Le 15 mars 2019, Freddie Prinze Jr. est engagé pour le rôle de Carson Drew, le père de Nancy. Il est dévoilé que dans cette adaptation, sa relation avec Nancy ne sera pas aussi idyllique que d'habitude, cassant l'image de la relation père-fille parfaite. Il est suivi par l’actrice Alvina August qui signe pour le rôle d’une détective.
Le 5 avril 2019, il est annoncé que l'actrice Pamela Sue Martin, qui interprétait Nancy Drew dans la série télévisée The Hardy Boys/Nancy Drew Mysteries, fera une apparition en tant qu'invitée dans l'épisode pilote.
Deux jours après la commande de la série, il est dévoilé que la production souhaitait aller dans une direction différente avec le personnage de Carson Drew, les poussant à se séparer, d'un commun accord, de Freddie Prinze Jr.. L'acteur Scott Wolf rejoint alors la distribution pour le remplacer dans le rôle.
Lors de la conférence annuelle de la chaîne le 17 mai 2019, il est dévoilé que Riley Smith fait partie de la distribution principale de la série. L'acteur avait rejoint la distribution en seconde option en cas d'annulation de la série Proven Innocent sur laquelle il était déjà engagé.
Le 28 octobre 2019, Miles Gaston Villanueva rejoint la distribution récurrente de la première saison pour le rôle d'Owen, un personnage qui arrivera au cours de la saison.

### Tournage
À la suite de la commande de la série, le tournage débute le 22 juillet 2019 à Vancouver au Canada. Certaines scènes sont tournées dans la communauté côtière de Horseshoe Bay, qui prête son nom à la ville de la série.
Le 12 mars 2020, le tournage du 19e épisode de la première saison de la série est interrompu par mesures de sécurités à la suite de la pandémie de Covid-19. Par conséquent, le nombre d'épisode de la saison est réduit et le tournage reprend directement avec la deuxième saison.

### Fiche technique
- Titre original : Nancy Drew
- Développement : Josh Schwartz, Stephanie Savage et Noga Landau, d'après Alice Roy du collectif Caroline Quine
- Décors : James Hazell et James Philpott
- Costumes : Ellen Anderson
- Casting : Sandi Logan
- Musique : Siddhartha Khosla et Jeff Garber
- Producteur délégués : Lis Rowinski, Noga Landau, Melinda Hsu Taylor, Stephanie Savage et Josh Schwartz
- Sociétés de production : Warm Bloody Sunday Productions, Furious Productions, Fake Empire et CBS Studios
- Sociétés de distribution : The CW (télévision, États-Unis) et CBS Studios (globale)
- Pays d'origine :  États-Unis
- Langue originale : anglais
- Format : Couleur - 16:9 - 1080p (HDTV) - son Dolby Digital 5.1
- Genre : Drame, thriller et fantastique
- Durée : 40–43 minutes
- Public :
  -  États-Unis :  (interdit aux moins de 14 ans, contrôle parental obligatoire)
  -  France : Déconseillé aux moins de  ans (Salto - première diffusion)

 Sauf indication contraire, les informations mentionnées dans cette section peuvent être confirmées par la base de données cinématographiques IMDb,  présente dans la section « Liens externes ».

## Épisodes
| Saisons | Saisons | Nombre d'épisodes | Diffusion originale | Diffusion originale |
| Saisons | Saisons | Nombre d'épisodes | Début de saison     | Fin de saison       |
| ------- | ------- | ----------------- | ------------------- | ------------------- |
|         | 1       | 18                | 9 octobre 2019      | 15 avril 2020       |
|         | 2       | 18                | 20 janvier 2021     | 2 juin 2021         |
|         | 3       | 13                | 8 octobre 2021      | 28 janvier 2022     |
|         | 4       | 13                | 31 mai 2023         | 23 août 2023        |

### Première saison (2019-2020)
Composée de 18 épisodes, elle a été diffusée entre le 9 octobre 2019 et le 15 avril 2020.
1. Bienvenue à Horseshoe Bay (Pilot)
2. Le Monde secret de la vieille morgue (The Secret of the Old Morgue)
3. La Malédiction de la tempête noire (The Curse of the Dark Storm)
4. La Bague hantée (The Haunted Ring)
5. L'Affaire de l'esprit errant (The Case of the Wayward Spirit)
6. Le Masque de velours (The Mystery of Blackwood Lodge)
7. La Légende de la reine des mers déchue (The Tale of the Fallen Sea Queen)
8. Le Chemin des ombres (The Path of Shadows)
9. La Pièce secrète (The Hidden Staircase)
10. L'Empoisonneuse à la perle (The Mark of the Poisoner’s Pearl)
11. Le Fantôme de Bonny Scot (The Phantom of Bonny Scot)
12. La Dame de Larkspur Lane (The Lady of Larkspur Lane)
13. La Chambre de chuchotements (The Whisper Box)
14. Le Signe de l'hôte indésirable (The Sign of the Uninvited Guest)
15. Terreur à Horseshoe Bay (The Terror of Horseshoe Bay)
16. La Hantise de Nancy Drew (The Haunting of Nancy Drew)
17. La Fille du médaillon (The Girl in the Locket)
18. L'Indice dans le tableau du capitaine (The Clue in the Captain's Painting)

### Deuxième saison (2021)
Composée de 18 épisodes, elle a été diffusée entre le 20 janvier et le 2 juin 2021.
1. Le Fantôme de Gorham Woods (The Search for the Midnight Wraith)
2. La Réunion des âmes perdues (The Reunion of Lost Souls)
3. Le Secret du scribe solitaire (The Secret of Solitary Scribe)
4. Le Destin du trésor enfoui (The Fate of the Buried Treasure)
5. La Femme noyée (The Drowned Woman)
6. Le Mystère de la figurine cassée (The Riddle of the Broken Doll)
7. La Légende de l'hôtel hanté (The Legend of the Murder Hotel)
8. La Quête du saphir araignée (The Quest for the Spider Sapphire)
9. La Négociation du linceul (The Bargain of the Blood Shroud)
10. Le Sortilège de la mariée en feu (The Spell of the Burning Bride)
11. Le Fléau de la rune oubliée (The Scourge of the Forgotten Rune)
12. La Piste du témoin disparu (The Trail of the Missing Witness)
13. Le Phare de Moonstone Island (The Beacon of Moonstone Island)
14. Le Siège du spectre inconnu (The Siege of the Unseen Specter)
15. Le Visiteur céleste (The Celestial Visitor)[note 2]
16. Les Clés volées (The Purloined Keys)
17. Le Jugement du dangereux prisonnier (The Judgement of the Perilous Captive)
18. L'Echo des larmes perdues (The Echo of Lost Tears)

### Troisième saison (2021-2022)
Composée de treize épisodes, elle a été diffusée entre le 8 octobre 2021 et le 28 janvier 2022.
1. La Mise en garde du cœur gelé (The Warning of the Frozen Heart)
2. Le Voyage de l'esprit nuisible (The Journey of the Dangerous Mind)
3. Le Témoignage de l'homme exécuté (The Testimony of the Executed Man)
4. Le Démon de Piper Beach (The Demon of Piper Beach)
5. La Vision du prisonnier de Birchwood (The Vision of the Birchwood Prisoner)
6. Le Mythe du chasseur pris au piège (The Myth of the Ensnared Hunter)
7. Le Sacrifice des âmes enchevêtrées (The Gambit of the Tangled Souls)
8. Les Chagrins ardents (The Burning of the Sorrows)
9. Les Voix dans le froid glacial (The Voices in the Frost)
10. La Confession de la longue nuit (The Confession of the Long Night)
11. Le Juré ensorcelé (The Spellbound Juror)
12. Le Symbole de l'arbre de la sorcière (The Witch Tree Symbol)
13. La Rançon de l'âme abandonnée (The Ransom of the Forsaken Soul)

### Quatrième saison (2023)
Cette quatrième et dernière saison de treize épisodes, a été diffusée entre le 31 mai et le 23 août 2023.
1. Le Dilemme des amoureux maudits (The Dilemma of the Lover's Curse)
2. Une Jeune fille en colère (The Maidens Rage)
3. La Curiosité est un vilain défaut (The Danger of the Hopeful Sigil)
4. Le Tournage de l'horreur (The Return of the Killers Hook)
5. Les Dents du malheur (The Oracle of the Whispering Remains)
6. La Toile du passé (The Web of Yesterdays)
7. Les Faucheurs de Hollow Oak (The Reaping of Hollow Oak)
8. La Balustrade secrète (The Crooked Banister)
9. La Mémoire de l'âme volée (The Memory of the Stolen Soul)
10. La Ballade des vies antérieures (The Ballad of Lives Foregone)
11. Le Sacrifice du pêcheur (The Sinners Sacrifice)
12. Une Vérité qui blesse (The Heartbreak of Truth)
13. Lueur entre deux vies (The Light Between Lives)

## Accueil

### Critiques
La première saison de la série a divisé la critique, d'après le site agrégateur Rotten Tomatoes sur lequel elle recueille 53 % de critiques positives, avec une note moyenne de 7,31/10 sur la base de 30 critiques collectées. Le consensus critique établi par le site résume que la série « bénéficie d'une esthétique alléchante et d'une distribution prometteuse mais qui a du mal à s'élever au niveau du matériel d'origine ».

### Audiences
La série est diffusée sur le réseau The CW dont les séries, pour la saison 2018-2019, ont eu une audience moyenne allant de 400 000 téléspectateurs pour Crazy Ex-Girlfriend à 1,70 million de téléspectateurs pour Flash.
Au 8 avril 2021, la meilleure audience de la série a été réalisée par le premier épisode, avec 1,17 million de téléspectateurs. La pire audience a été réalisée par l'épisode dix épisode de la deuxième saison, The Spell of the Burning Bride, avec seulement 376 000 téléspectateurs.
| Saisons | Diffusion      | Nombre d'épisodes | Lancement       | Lancement       | Final         | Final           | Téléspectateurs (en moyenne) |
| Saisons | Diffusion      | Nombre d'épisodes | Date            | Téléspectateurs | Date          | Téléspectateurs | Téléspectateurs (en moyenne) |
| ------- | -------------- | ----------------- | --------------- | --------------- | ------------- | --------------- | ---------------------------- |
| 1       | Mercredi, 21 h | 18                | 9 octobre 2019  | 1,17 million    | 15 avril 2020 | 489 000         | 685 000                      |
| 2       | Mercredi, 21 h | 18                | 20 janvier 2021 | 495 000         | 2 juin 2021   | 829 000         | 485 000                      |

## Autour de la série

### Roman dérivé
En janvier 2020, CBS Television Studios dévoile que l'éditeur Simon & Schuster va publier un roman se déroulant dans l'univers de la série. Intitulé The Curse (La Malédiction en français), il s'agit d'un prequel écrit par la romancière Micol Ostow. Le roman suit Nancy avant les événements de la série alors qu'elle enquête sur une ancienne malédiction qui menace un événement ayant lieu à Horseshoe Bay.

### Spin-off:Tom Swift
En octobre 2020, il est dévoilé que l'équipe de la série développe une adaptation de la série littéraire Tom Swift qui se déroulerait dans le même univers. Le personnage, interprété par Tian Richards, a été introduit dans le quinzième épisode de la deuxième saison, intitulé Le Visiteur céleste (The Celestial Visitor) et qui sert de backdoor pilot au projet.
En mai 2021, la chaîne décide néanmoins de commander un script pour un épisode pilote et garde le projet de côté. En août 2021, elle passe officiellement la commande d'une première saison. La série est lancée en mai 2022 sur The CW. Elle est annulée après la diffusion de cinq épisodes en raison de mauvaises audiences. Néanmoins, la chaîne poursuivra la diffusion des cinq derniers épisodes.